# HaAh HaGadol VIP
HaAh HaGadol VIP est une déclinaison israélienne de l'émission télévisée Big Brother. Les candidats sont des célébrités locales.
L'émission peut être comparée à Promi Big Brother, Grande Fratello VIP ou encore Celebrity Big Brother UK.
Le 5 décembre 2020 la saison 11 de HaAh HaGadol débute, avec comme candidats des célébrités et des anonymes. 

## Déroulement des saisons
| Saison             | Date de lancement | Date de la finale | Nombre de jours | Nombre de célébrités candidates | Vainqueur   |
| ------------------ | ----------------- | ----------------- | --------------- | ------------------------------- | ----------- |
| HaAh HaGadol VIP 1 | 1 mars 2009       | 31 mars 2009      | 31              | 13                              | Dudi Melitz |
| HaAh HaGadol VIP 2 | 10 mai 2015       | 16 juin 2015      | 38              | 12                              | Moshik Afia |
| HaAh HaGadol VIP 3 | 12 janvier 2019   | 2 mars 2019       | 50              | 15                              | Asaf Goren  |
| HaAh HaGadol VIP 4 | 10 juillet 2021   |                   |                 |                                 |             |

Légende :
- Vainqueur
- Deuxième place
- Troisième place
- Finaliste(s)
- Éliminé(e)
- Abandon
- Exclusion
- Arrivé plus tard dans le jeu
- Invité(e)
- En compétition

### Saison 1 (2009)
L'émission est diffusée du 1er au 31 mars 2009.
- Maya et Dudi ont été fiancés.
- Daniella Pick et Sharona sont sœurs. Daniella épousera en 2018 le réalisateur américain Quentin Tarantino.

| Candidat         | Occupation                                             | Arrivée | Départ  | Statut    |
| ---------------- | ------------------------------------------------------ | ------- | ------- | --------- |
| Dudi Melitz      | Mannequin et restaurateur                              | Jour 1  | Jour 31 | Vainqueur |
| Shimi Tavori     | Chanteuse                                              | Jour 1  | Jour 31 | Deuxième  |
| Menahem Ben      | Critique littéraire                                    | Jour 1  | Jour 31 | Troisième |
| Pnina Tornai     | Organisatrice de mariage et personnalité de télévision | Jour 1  | Jour 31 | Quatrième |
| Corinne Allal    | Musicienne et chanteuse                                | Jour 1  | Jour 31 | Cinquième |
| Guy Lubelchik    | Athlète et mannequin                                   | Jour 1  | Jour 29 | Éliminé   |
| Adi Neumann      | Mannequin                                              | Jour 1  | Jour 29 | Éliminé   |
| Sharona Pick     | Chanteuse et fille de Svika Pick                       | Jour 1  | Jour 29 | Éliminée  |
| Amir Fey Guttman | Chanteur                                               | Jour 1  | Jour 24 | Éliminé   |
| Maya Bouskilla   | Chanteuse                                              | Jour 1  | Jour 24 | Éliminée  |
| Kochi Mordechai  | Femme du politicien Yitzhak Mordechai                  | Jour 1  | Jour 17 | Éliminée  |
| Daniella Pick    | Fille de Svika Pick                                    | Jour 1  | Jour 17 | Éliminée  |
| Yossi Milstein   | Ancien publiciste de Arcadi Gaydamak                   | Jour 1  | Jour 10 | Éliminé   |

### Saison 2 (2015)
L'émission est diffusée du 10 mai au 16 juin 2015.
| Candidat          | Occupation             | Arrivée | Départ  | Statut    |
| ----------------- | ---------------------- | ------- | ------- | --------- |
| Moshik Afia       | Chanteur               | Jour 1  | Jour 38 | Vainqueur |
| Nir "Niro" Levy   | Chanteuse              | Jour 1  | Jour 38 | Deuxième  |
| Shir Elmaliach    | Mannequin              | Jour 1  | Jour 38 | Troisième |
| Itzik Zohar       | Footballeur            | Jour 1  | Jour 38 | Quatrième |
| Stella Amar       | Mannequin et écrivaine | Jour 8  | Jour 38 | Cinquième |
| Stav Strashko     | Mannequin transgenre   | Jour 1  | Jour 36 | Éliminée  |
| Moty Gilady       | Mannequin              | Jour 1  | Jour 36 | Éliminé   |
| Rotem Aizak       | Journaliste            | Jour 1  | Jour 31 | Éliminée  |
| Natalie Attaya    | Actrice et mannequin   | Jour 1  | Jour 24 | Éliminée  |
| Katya Gali        | Mannequin russe        | Jour 1  | Jour 17 | Éliminée  |
| Israel Goodovitch | Architecte             | Jour 1  | Jour 10 | Abandon   |
| Ariana Melamed    | Journaliste            | Jour 1  | Jour 10 | Éliminée  |

### Saison 3 (2019)
L'émission est diffusée du 12 janvier au 2 mars 2019.
| Candidat        | Occupation                                               | Arrivée | Départ  | Statut    |
| --------------- | -------------------------------------------------------- | ------- | ------- | --------- |
| Asaf Goren      | Acteur, athlète et danseur (notamment de Britney Spears) | Jour 1  | Jour 50 | Vainqueur |
| Shai Hai        | Candidate de HaAh HaGadol 7                              | Jour 1  | Jour 50 | Deuxième  |
| Ben Zini        | Acteur et chanteur                                       | Jour 1  | Jour 50 | Troisième |
| Nataly Dadon    | Journaliste                                              | Jour 1  | Jour 50 | Quatrième |
| Adi Leon        | Compositeur et clavieriste du groupe de Eyal Golan       | Jour 1  | Jour 50 | Cinquième |
| Orly Tal Revivo | Personnalité publique                                    | Jour 1  | Jour 47 | Éliminée  |
| Vicky Knafo     | Activiste sociale                                        | Jour 1  | Jour 47 | Éliminée  |
| Liran Strauber  | Gardien de but                                           | Jour 1  | Jour 43 | Éliminé   |
| Hisham Sulliman | Acteur dont Homeland et Bethléem                         | Jour 1  | Jour 40 | Éliminé   |
| Neri Livneh     | Journaliste                                              | Jour 1  | Jour 36 | Éliminée  |
| Eden Yohanan    | Mannequin et artiste transgenre                          | Jour 1  | Jour 33 | Éliminée  |
| Ori Gross       | Scénariste et réalisateur                                | Jour 1  | Jour 29 | Éliminé   |
| Aviva Tavori    | Personnalité de télévision                               | Jour 1  | Jour 23 | Éliminée  |
| Romi Nest       | Mannequin                                                | Jour 1  | Jour 15 | Éliminée  |
| Gil Mossinson   | Basketteur                                               | Jour 1  | Jour 8  | Éliminé   |

- Asaf a participé à World of Dance aux États-Unis, avec Jennifer Lopez, Ne-Yo et Derek Hough comme jurés.
- Shai a été en compétition du 1er au 86e jours, et avait décidé d’abandonner, lors de sa participation à la version classique.
- Gil a participé en 2012 à Rokdim Im Kokhavim.

### Saison 4 (2021)
L'émission est diffusée à partir du 10 juillet 2021, mais les premiers candidats sont entrés dès le 6 juillet. 
| Candidat                 | Occupation                                 | Entrée jour | Sortie jour | Résultat       |
| ------------------------ | ------------------------------------------ | ----------- | ----------- | -------------- |
| Miri Cohen               | Influenceuse                               | 1           |             | Dans la maison |
| Omer Barazani            | Vedette de télévision                      | 1           |             | Dans la maison |
| Or Shpitz                | Influenceuse et personnalité de télévision | 1           |             | Dans la maison |
| Oren Asaf Hazan          | Homme politique                            | 5           |             | Dans la maison |
| Sarit Polak Rousseau     | Productrice                                | 2           |             | Dans la maison |
| Tamir Verdi              | Finaliste de HaAh HaGadol 4                | 1           |             | Dans la maison |
| Yityish "Titi" Aynaw     | Miss Israël 2013                           | 2           |             | Dans la maison |
| Lihi Griner              | Personnalité de télévision                 | 45          |             | Invitée        |
| Romi Geyor               | Intervieweuse                              | 1           | 45          | Éliminée       |
| Yaakov "Jacko" Eisenberg | Musicien et personnalité de télévision     | 2           | 40          | Éliminé        |
| Nata Brazani             | Personnalité de télévision                 | 36          | 37          | Invitée        |
| Maya Betzalel Asis       | Chroniqueuse radio et télé                 | 1           | 33          | Éliminée       |
| Danit Grinberg           | Personnalité de télévision                 | 27          | 30          | Invitée        |
| Eyal Berkover            | Acteur et mannequin                        | 1           | 27          | Éliminé        |
| Zipi Romano              | Vedette de télévision                      | 2           | 24          | Éliminée       |
| Dana Ron                 | Animatrice de télévision                   | 5           | 19          | Éliminée       |
| Roei Lulu                | Vedette de télévision                      | 2           | 16          | Éliminé        |
| Yaakov "Jackie" Menahem  | Vedette de télévision                      | 1           | 7           | Abandon        |

- Dana a participé à HaAh HaGadol 3 en 2010, du 1re au 67e jour. En 2019 elle participe à Survivor: VIP 3, mais abandonne dès le 1re jour.
- Eyal a participé en 2019 à Survivor: VIP 2, et a été éliminé le 22e jour.
- Jacko a remporté en 2006 Kokhav Nolad 4.
- Omer a participé à HaMerotz LaMillion 6 et HaMerotz LaMillion 8.
- Oren a participé à HaAh HaGadol 10 en 2020. Il était dans la maison du 4e au 11e jour.
- Titi a participé en 2015 à Survivor: Honduras, et a terminé finaliste.
- Roei a participé en 2011 à Survivor: Camarines. Il a été éliminé le 24e jour.
- Jackie a participé à HaAh HaGadol 3 en 2010, et a été le gagnant, le 109e jour.
- Danit a participé à HaAh HaGadol 6 en 2014, du 1re au 109e jour, et a terminé finaliste.
- Nata a participé à HaAh HaGadol 9 en 2018, du 43e au 48e jour, et a abandonné. Elle a également participé aux émissions HaMerotz LaMillion 6 et HaMerotz LaMillion 8, comme Omer.
- Lihi a participé à HaAh HaGadol 3 en 2010/11, du 1re au 109e jour, et a terminé à la deuxième place.

## Autres
| Saison          | Date de lancement | Date de la finale | Nombre de jours | Nombre de candidats | Vainqueur  |
| --------------- | ----------------- | ----------------- | --------------- | ------------------- | ---------- |
| HaAh HaGadol 11 | 5 décembre 2020   | 22 mars 2021      | 108             | 24                  | Zehava Ben |

Légende :
- Vainqueur
- Deuxième place
- Troisième place
- Finaliste(s)
- Éliminé(e)
- Abandon
- Exclusion
- Arrivé plus tard dans le jeu
- Invité(e)
- En compétition

### Saison 11 (2020-21)
La saison 11 de la version classique débute le 5 décembre 2020, mais avec 9 célébrités sur 10 participants lors du lancement. La finale a lieu le 22 mars 2021. 
| Candidat                  | Type      | Occupation                                                         | Entrée jour | Sortie jour | Résultat  |
| ------------------------- | --------- | ------------------------------------------------------------------ | ----------- | ----------- | --------- |
| Zehava Benisti            | Célébrité | Chanteuse                                                          | 1           | 108         | Vainqueur |
| Jonathan "Joezi" Zirah    | Célébrité | Vedette de télévision                                              | 1           | 108         | Deuxième  |
| Tom Haimoff               | Civil     | Avocat                                                             | 2           | 108         | Troisième |
| Karin Alia                | Célébrité | Mannequin, actrice et Miss Israël 2016                             | 1           | 108         | Quatrième |
| Oren Asido                | Célébrité | Chef cuisinier ayant remporté Game of Chefs 3                      | 58          | 108         | Cinquième |
| Almog Hadad               | Civil     | Bouchère                                                           | 58          | 108         | Sixième   |
| Rami Vered                | Célébrité | Acteur, comédien, scénariste et dramaturge                         | 1           | 106         | Éliminé   |
| Daniel Levin              | Civil     | Avocat                                                             | 58          | 104         | Éliminé   |
| Lior Eli Halfon           | Célébrité | Acteur, réalisateur et entrepreneur                                | 1           | 99          | Éliminé   |
| Yehuda Itzhakov           | Civil     | Ingénieur et vainqueur de Mission: Amazon                          | 2           | 90          | Exclu     |
| Ofir Levi                 | Civil     | Porte-parole de Clalit Health Services                             | 58          | 85          | Éliminé   |
| Dror Kontento             | Célébrité | Créateur de robe de mariée                                         | 1           | 81          | Abandon   |
| Linor Sabinik             | Civil     | Nutritionniste                                                     | 2           | 78          | Éliminée  |
| Noa Yonani                | Célébrité | Juriste et personnalité de télévision                              | 58          | 78          | Éliminée  |
| Gal Gvaram                | Célébrité | Mannequin et personnalité de télévision                            | 1           | 71          | Éliminée  |
| Dalit Davidov             | Civil     | Propriétaire d'une boutique de maillots de bain                    | 58          | 64          | Éliminée  |
| Yamit Aavramov            | Civil     | Ancien chef de cabinet du ministre Orly Levy-Abekasis              | 2           | 50          | Éliminée  |
| Eilon Ekon                | Civil     | Avocat                                                             | 2           | 43          | Éliminé   |
| Ronit Lev                 | Civil     | Activiste du réseau social du Likoud                               | 2           | 36          | Éliminée  |
| Shulamit "Shula" Zaken    | Célébrité | Chef de cabinet du Premier ministre Ehud Olmert                    | 1           | 27          | Éliminée  |
| Mor Lerman                | Célébrité | Créateur de mode et avocat, a participé à Wedding at First Sight 3 | 1           | 22          | Éliminée  |
| David Demos               | Civil     | Sauveteur                                                          | 2           | 15          | Éliminé   |
| Yehezkel "Bagdadi" (Tzur) | Civil     | Retraité                                                           | 1           | 8           | Éliminé   |
| Elimelech Kashty          | Civil     | Entrepreneur et propriétaire d'une entreprise de revêtement de sol | 2           | 5           | Exclu     |

- Joezi a participé à HaMerotz LaMillion 5 en 2016 ou il termine 3e, et à Survivor: VIP 2 en 2019, ou il est sur l'île du 1re au 20e jour, jour de son élimination.